# إبراهيم بن حمد النصر
إبراهيم بن حمد بن عبد الله النصر من مواليد “فريج إسلطة” من أحياء مدينة الدوحة 1 يناير 1947، متزوج وله خمسة أبناء وبنتان، وهو أول سفير لدولة قطر في باريس عاصمة فرنسا، وكان أيضاً سفير بالإنابة لبعض الدول الأوروبية، وقد عمل بعد عودة إلى الدوحة كمدير للإدارة الإقتصادية والثقافية إلى أن تقاعد.

## مرحلة الدراسة
درس في مدارس قطر وأكمل الثانوية العامة في مدرسة الدوحة الثانوية عام 1965، ثم واصل مسيرته الدراسية حيث حصل على الليسانس من كلية الآداب بجامعة القاهرة سنة ، كان من القلائل الذين كانوا يتحدثون اللغة الإنجليزية ويتقنونها قراءة وكتابة. تقلد العديد من المناصب في حياته العملية منها العمل في أول مشوار حياته في وزارة العمل ثم بوزارة الخارجية، كما شارك في بعض اللجان بالدولة خلال عمله في الحكومة.

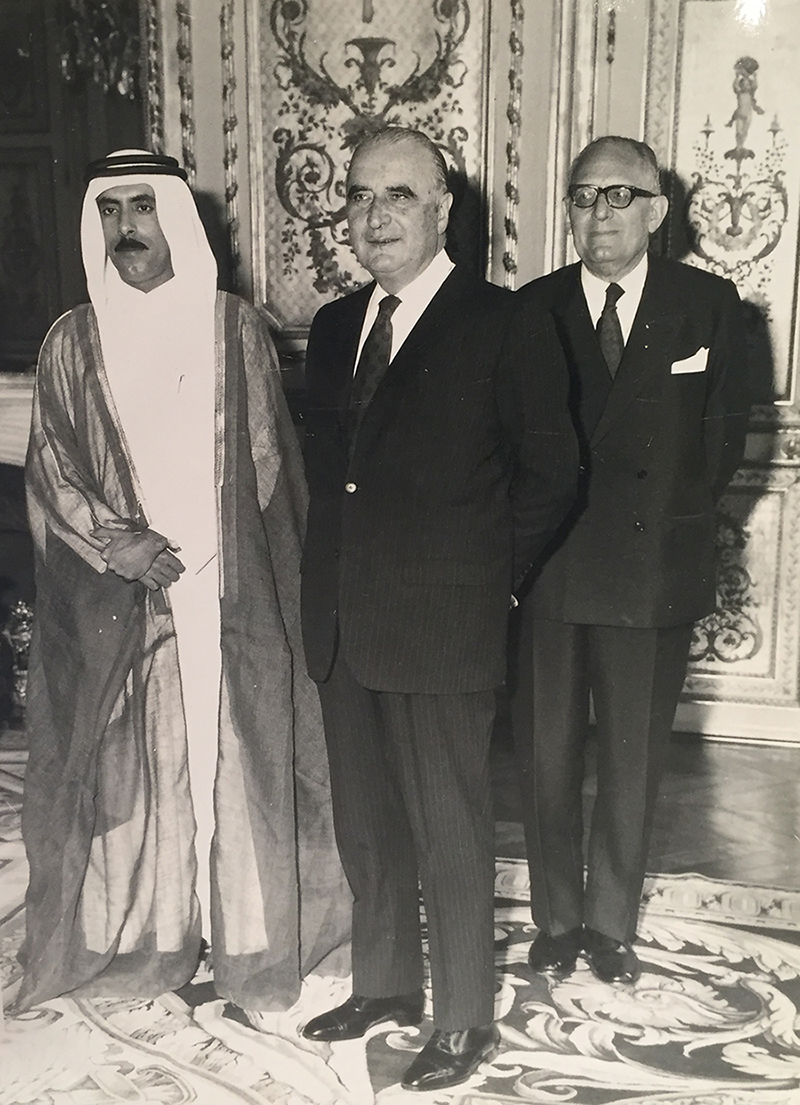
سعادة السفير إبراهيم بن حمد النصر مع رئيس جمهورية فرنسا جورج بومبيدو

## السفارة القطرية في فرنسا
عمل النصر في هذا المجال منذ فجر استقلال دولة قطر عام 1971 م، وكان له السبق في المشاركة بتمثيل وفد دولة قطر من قبل وزارة الخارجية التي كان أحد المؤسسين الأوائل من أهل قطر الذين تم تشكيلهم ضمن الوفد الرسمي لدولة قطر، وكان برئاسة الدكتور حسن كامل الذي كان يشغل منصب مستشار أمير دولة قطر في ذلك الوقت، ومن ثم ترتب عليه تقديم طلب انضمام دولة قطر إلى عضوية الأمم المتحدة خلال ذلك العام، كما كان أول سفراء قطر في باريس في تلك الفترة، وبعدها عاد إلى الدوحة ليشغل منصب مدير الإدارة الاقتصادية والثقافية، حتى تقاعده عن العمل في تسعينيات القرن الماضي على وجه التقريب.

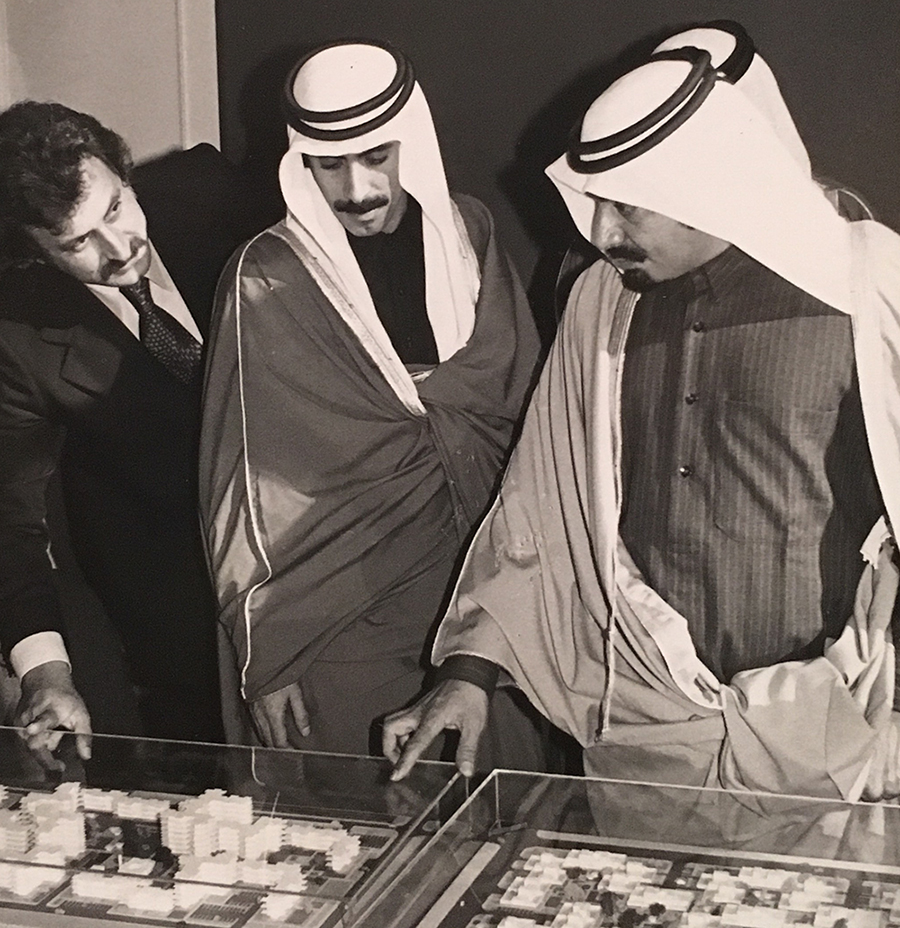
صورة له مع الشيخ خليفة بن حمد آل ثاني

وقد عاصر النصر أثناء عمله حكم الشيخ خليفة بن حمد آل ثاني أمير دولة قطر فيما بين (1972 — 1995)، وعمل في كنف وزير الخارجية القطري في ذلك الوقت الشيخ سحيم بن حمد بن عبد الله آل ثاني أول وزير خارجية لدولة قطر، وكان ذلك بتاريخ 23 فبراير 1972، الذي قام في تلك الفترة بنشاطات بارزة لخدمة قطر، كما حضر بعض دورات الأمم المتحدة والمؤتمرات، وارتبط بعلاقات صداقة شخصية بالعديد من القادة والزعماء العرب وغير العرب وخاصة في دول مجلس التعاون الخليجي، وعرف بشخصيته القيادية وحنكته السياسية وكرمه اللامحدود (2)

## وفاته
توفي النصر بعد معاناة مع المرض في 22 يناير 2016.

## انظر ايضاً
- سفراء
- دول مجلس التعاون الخليجي